# Giulio Bizzozero

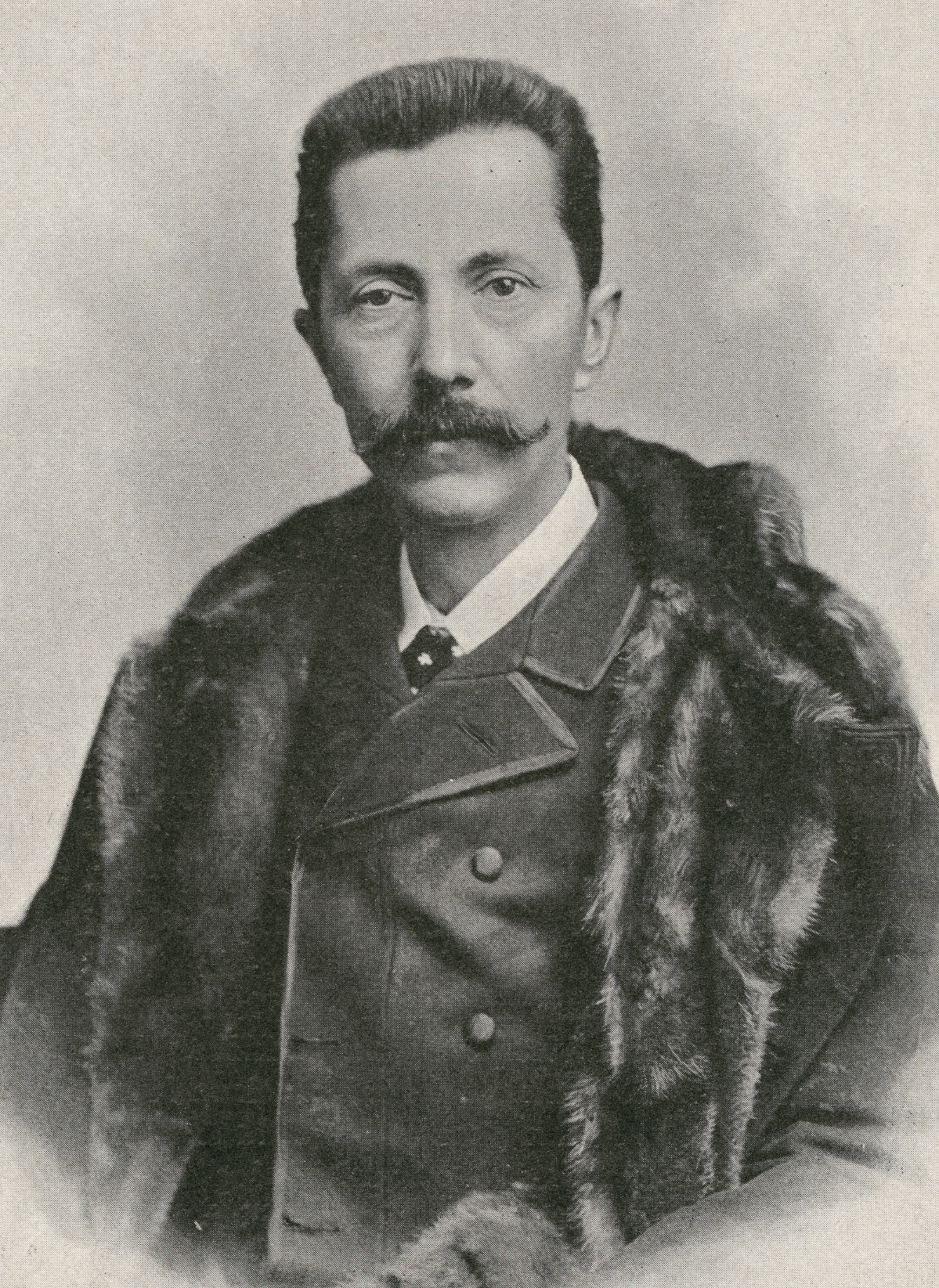
Giulio Bizzozero

Giulio Bizzozero (* 20. März 1846 in Varese; † 8. April 1901 in Turin) war ein italienischer Pathologe und Histologe.

## Leben
Seit 1862 studierte er an der Universität Pavia Medizin, wo er sofort im experimentellen physiologischen Labor arbeitete. Später setzte er seine Studien in Zürich und Berlin fort. Dabei kam er unter anderen mit Rudolf Virchow, Rudolf Albert Kölliker und Heinrich Frey in Kontakt, mit denen er zeitlebens in Verbindung blieb. Bereits während des Studiums legte der 16-Jährige eine erste Veröffentlichung vor. 
1866 wurde er promoviert und übernahm die Leitung des Labors. Im Jahr darauf ersetzte er Paolo Mantegazza, der nach Florenz ging, und hatte somit mit 21 Jahren den Lehrstuhl für Allgemeine Pathologie in Pavia inne. 
1872 folgte er dem Ruf nach Turin und trat dort eine ordentliche Professur für Pathologie an. Im Jahr 1885 wurde er zum Rektor der Universität Turin gewählt. 
Im Jahr 1888 wurde er zum Mitglied der Gelehrtenakademie Leopoldina gewählt. Er war seit 1881 Mitglied, von 1892 bis 1893 auch Präsident der Wissenschaftlichen Akademie. Nachdem er an Iridozyklitis erkrankt war und nicht mehr mikroskopieren konnte, widmete er sich hygienischen und gesundheitspolitischen Fragestellungen. Er starb 1901 an einer Pneumonie.

## Forschung und Lehrtätigkeit
Schon als Student erkannte Bizzozero die blutbildende Eigenschaft des Knochenmarks und konnte somit die 1868 publizierte Entdeckung der Blutbildung im Knochenmark durch Ernst Neumann bestätigen. Seine späteren Forschungsschwerpunkte waren die Hämatologie, insbesondere die Hämatopoese (Blutbildung) und die Hämostase (Blutgerinnung), ferner verschiedene Tumoren, die Histologie des Molluscum contagiosum, die Blutbildung bei Vögeln und die Histologie und Physiologie der endokrinen Drüsen. Im Dezember 1881 entdeckte er die Bedeutung der Thrombozyten (Blutplättchen), die als dritter korpuskulärer Bestandteil des Blutes schon 1865 von Max Schultze beschrieben worden waren.
Zu den von ihm ausgebildeten Wissenschaftlern gehören auch Camillo Golgi, Guido Tizzoni (1853–1932), Gaetano Salvioli  (1853–1888), Pio Foà (1848–1922) und Camillo Bozzolo (1845–1920). Er gründete die angesehene Fachzeitschrift Archivio di Scienze Mediche.

## Werke
- Corso di istologia normale. (Kurs der normalen Histologie, 2 Bände)
- Lezioni di patologia generale. (Lesungen in Allgemeiner Pathologie)
- Manuele di microscopia clinica. (Handbuch der klinischen Mikroskopie, Deutsche Übersetzung: Erlangen 1883 und 1887)